# 登塔者西蒙
登塔者西蒙（英語：Simeon Stylites 或 Symeon the Stylite，敘利亞語：ܫܡܥܘܢ ܕܐܣܛܘܢܐ šimʻon d-esṯoná；約390年 – 459年9月2日）是敘利亞的一位基督教苦行僧，他在阿勒頗附近的一根柱子上的一個小平台上生活了37年，因而聲名鵲起。後來其他幾個登塔者（英語：stylite，直译：柱子）都是效仿他而來的。西蒙被科普特正教、東正教和羅馬天主教同時尊為聖人。 他被正式稱為老登塔者西蒙，以區別於小登塔者西蒙、登塔者西蒙三世和萊斯博斯的登塔者西蒙。